# بخش ریواس
بخش ریواس (به لاتین: Rivas Department) یک منطقهٔ مسکونی در نیکاراگوئه است که در نیکاراگوئه واقع شده‌است. بخش ریواس ۲٬۱۵۵ کیلومتر مربع مساحت و ۱۶۶٬۹۰۰ نفر جمعیت دارد.